# برو إفليوشن سوكر 5
برو إفليوشن سوكر 5 (بالإنجليزية: Pro Evolution Soccer 5)‏ ويعرف أيضاً وينينغ إليفن 9 (Winning Eleven 9) في اليابان و ورلد سوكر : وينينج إيلافن 9 (World Soccer: Winning Eleven 9) في أمريكا الشمالية وهي مطورة ومُنتَجة من قبل شَرِكَة كونامي وهي جُزُء من سلسلة ألعاب برو إفولوشن سوكر وأُنتجت في بلاي ستيشن 2 وإكس بوكس وفي الحاسوب شخصي أُطلِقَت هَذِهِ اللعبة في 21 إكتوبر 2005.
غلاف اللعبة يظهر هيئة ناديي أرسينال وتشيلسي الإنكليزيين ويظهر فيه لاعب ارسنال السابق الفرنسي تيري هينري يتواجه مع جون تيري المُدافع الإنكليزي لنادي تشلسي , كانت هذهِ أول لعبة من هذه السلسلة تتضمن جميع الدوري الإنجليزي الممتاز لكرة القدم مع ثلاث دوريات أُخرى كاملة الأندية وهي الدوري الأسباني الدرجة الأولى والدوري الإيطالي الممتاز والدوري الهولندي الممتاز.
في السابق ظَهَر فرع إيديت في اللعبة وألذي كان يسمح بتغيير عناصره في اللعبة , وفي هذا الإطلاق ظهرت هيئة بوندسليغا قبل أن يحل محلها دوري عام بسبب أن الدوري الألماني خسر الرخصة في الظهور في اللعبة.

## وصلات خارجية
- World Soccer: Winning Eleven 9 على موبي غيمز